# 친선대사
친선대사(親善大使)는 국제기구, 국가 및 지역, 단체의 대외 문화 교류의 증진을 도모하기 위해 임명되는 직책 혹은 칭호이다. 국제 연합의 국제 운동 친선 대사나 주와 시정촌의 공공 환경 사업 관광 친선 대사 등은 이름에 "대사"라고 붙지만, 이른바 이 대사는 외교관인 "대사"가 아니라, 상징적, 홍보적인 직책이며, 이미지 캐릭터 성격을 띄는 경우도 많다. 기자와 작가, 연예인 등의 유명인사들이 선정되는 경우가 있다.

## 같이 보기
- 대사 (외교관)